# John W. Daniel
John W. Daniel (Lynchburg, 1842. szeptember 5. – Lynchburg, 1910. június 29.) az Amerikai Egyesült Államok szenátora (Virginia, 1887–1910).